# Pasym
Pasym [ˈpasɨm] (deutsch Passenheim) ist eine Stadt im Powiat Szczycieński der Woiwodschaft Ermland-Masuren in Polen. Sie ist Sitz der gleichnamigen Stadt-und-Land-Gemeinde mit 5294 Einwohnern (Stand 31. Dezember 2020).
Zugehörig ist die Siedlung Pasym (Osada).

## Geographische Lage

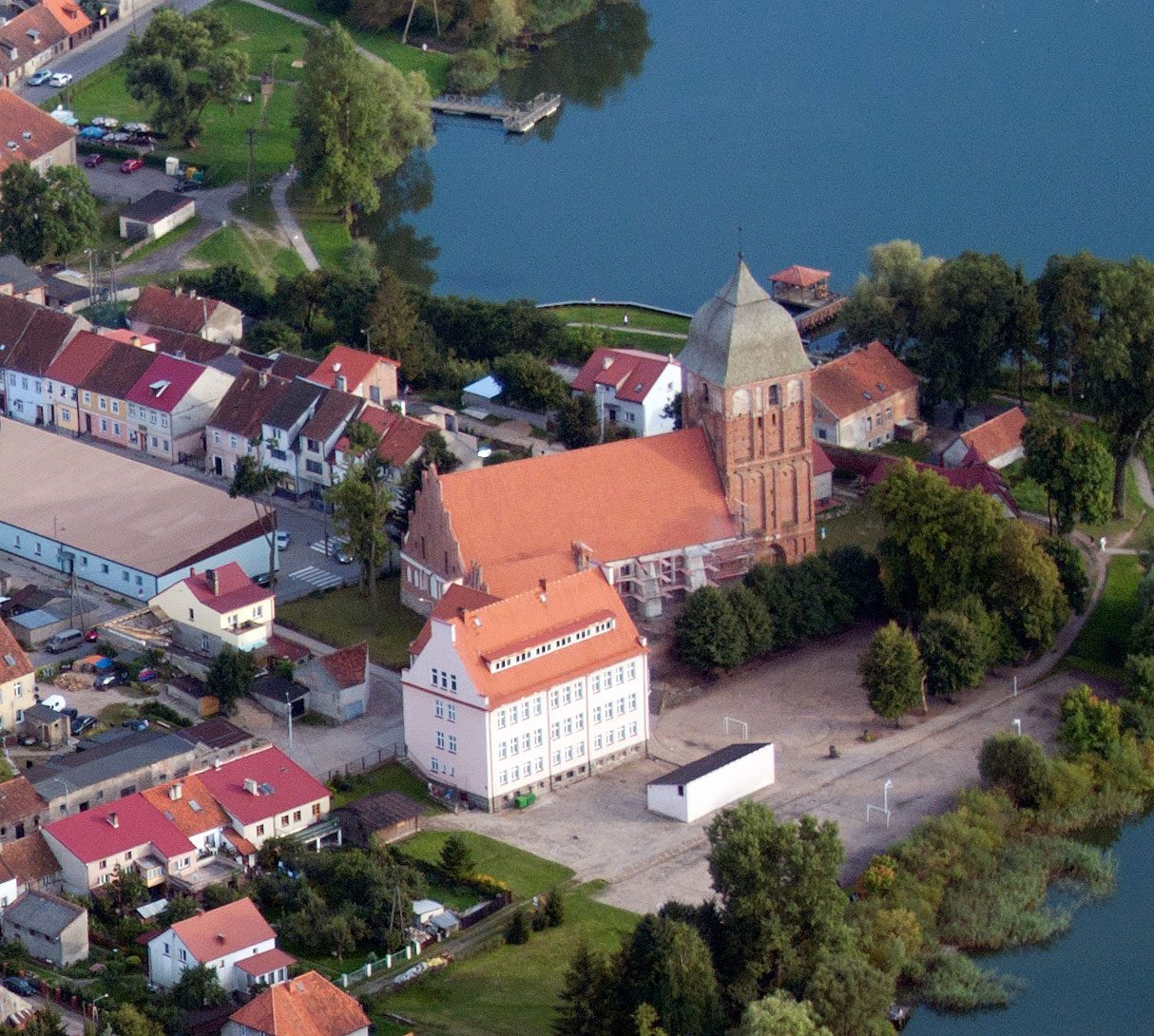
Teilansicht der Stadt aus der Vogelperspektive mit Blick auf die unter Denkmalschutz stehende evangelische Kirche aus dem 14. Jahrhundert

Der Ort liegt inmitten der zu Masuren gehörenden Masurischen Seenplatte zwischen Jezioro Kalwa (Großem Kalbensee) und Jezioro Leleskie (Lehleskersee), etwa 28 Kilometer südöstlich der Stadt Olsztyn (Allenstein) und 15 Kilometer nordwestlich der Stadt Szczytno (Ortelsburg).

## Pasym (Osada)
Südöstlich des Stadtzentrums von Pasym an der Straße nach Jedwabno (1938 bis 1945 Gedwangen) und unmittelbar an der Bahnstrecke Olsztyn–Ełk befindet sich ein kleiner Weiler (polnisch Osada), der nur aus wenigen Wohnstätten besteht. Ob diese Siedlung schon vor 1945 bestanden hat, ist nicht belegt. Auch ist ein deutscher Name nicht bekannt. Heute gilt die Siedlung als eine Ortschaft innerhalb der Stadt- und Landgemeinde Pasym.

## Geschichte

### Ortsgeschichte

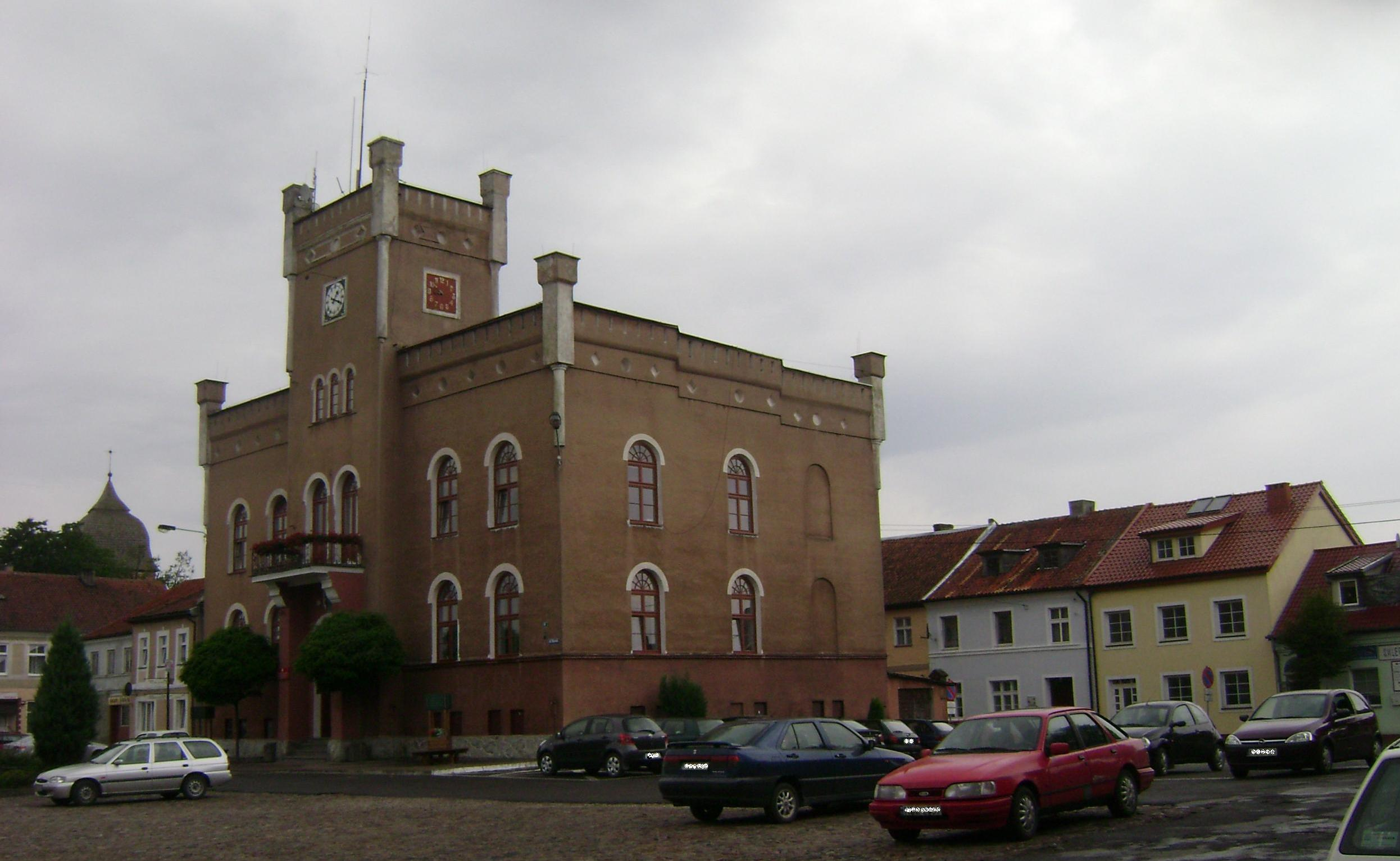
Altes Backsteingebäude des Rathauses auf dem Marktplatz der Stadt – vor dem Rathaus stand früher ein deutsches Kriegerdenkmal für die Gefallenen des Ersten Weltkriegs (Aufnahme 2009)

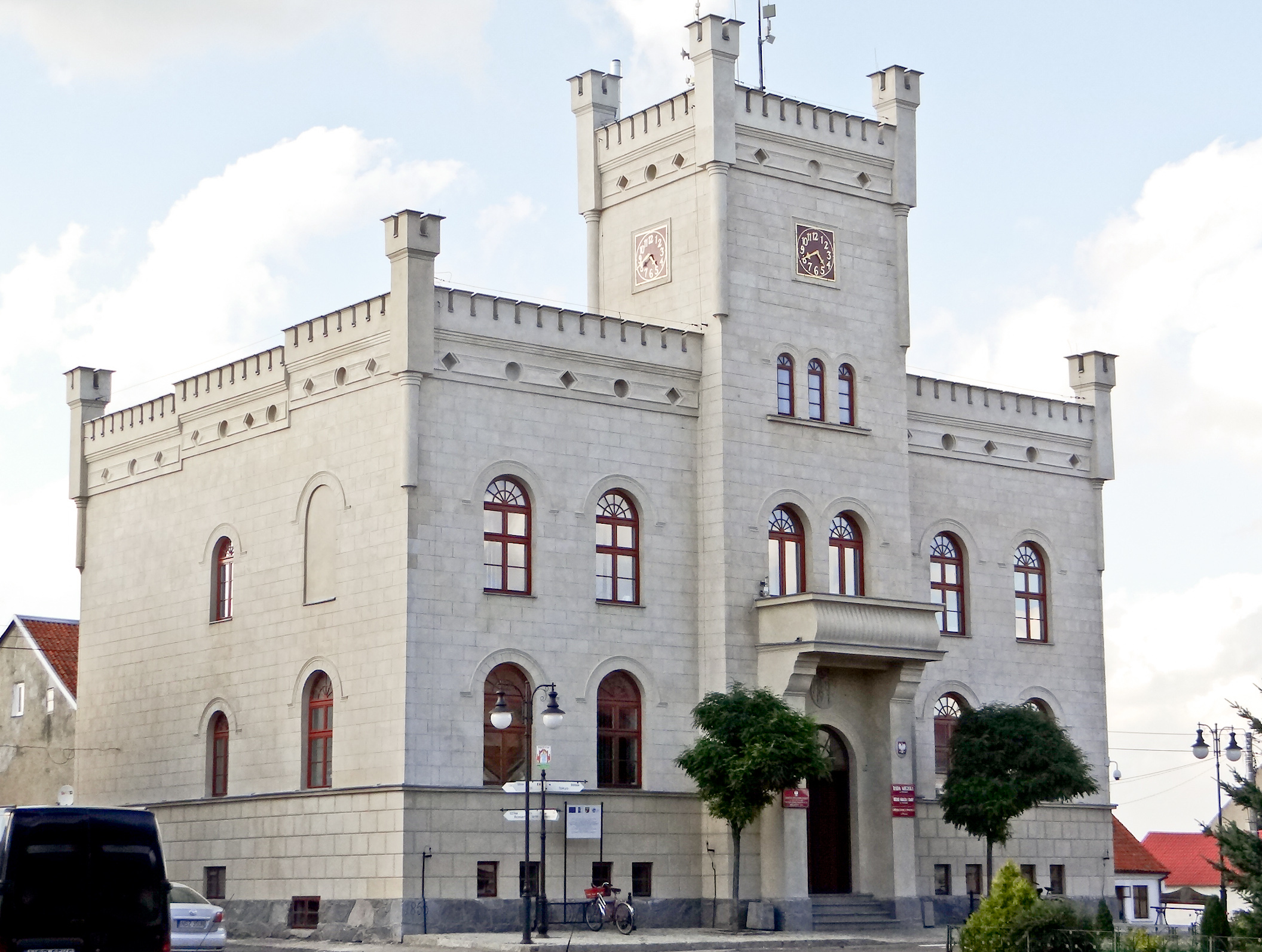
Rathausgebäude (2012)

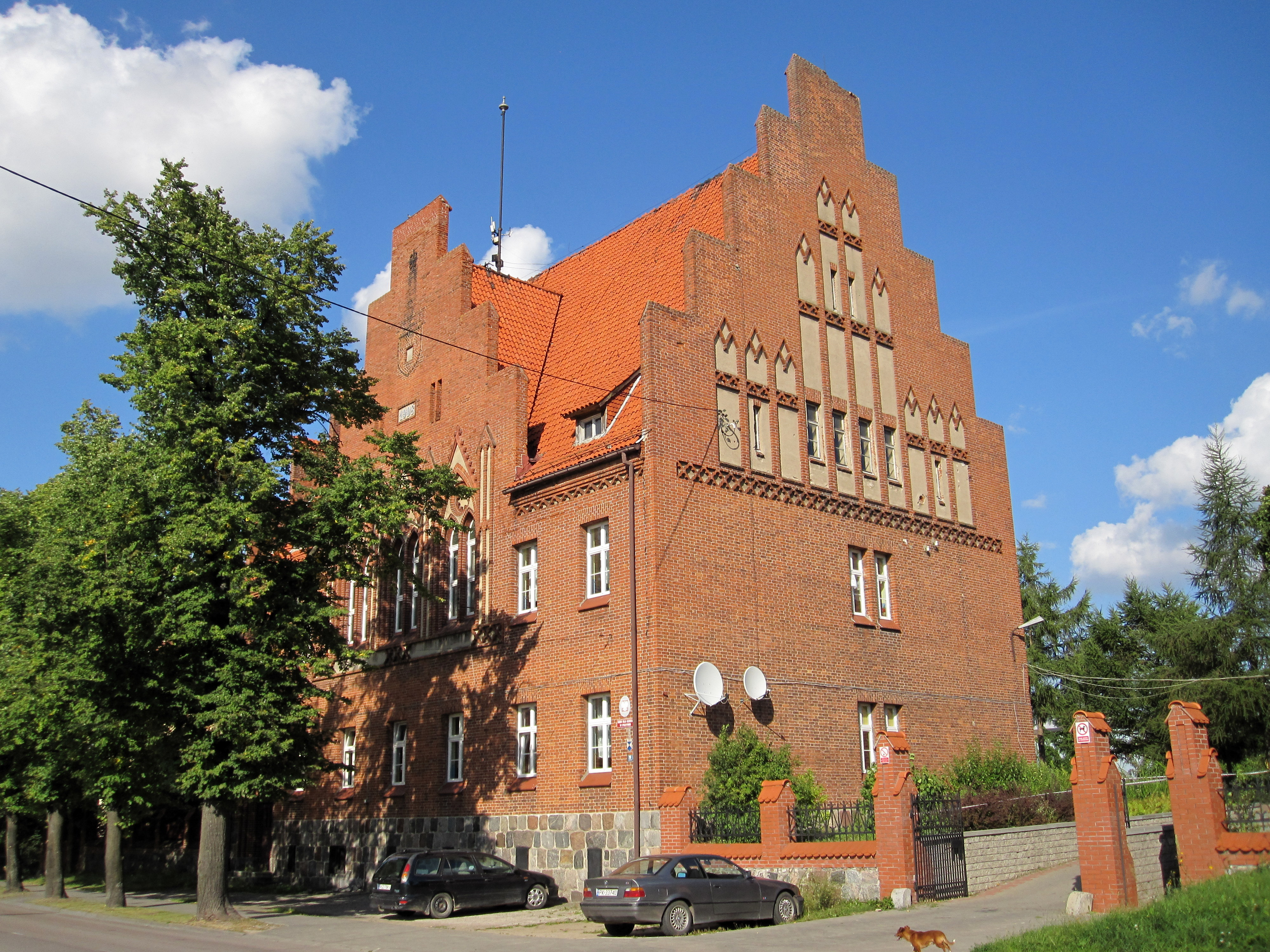
Altes Gerichtsgebäude, erbaut 1904–1908

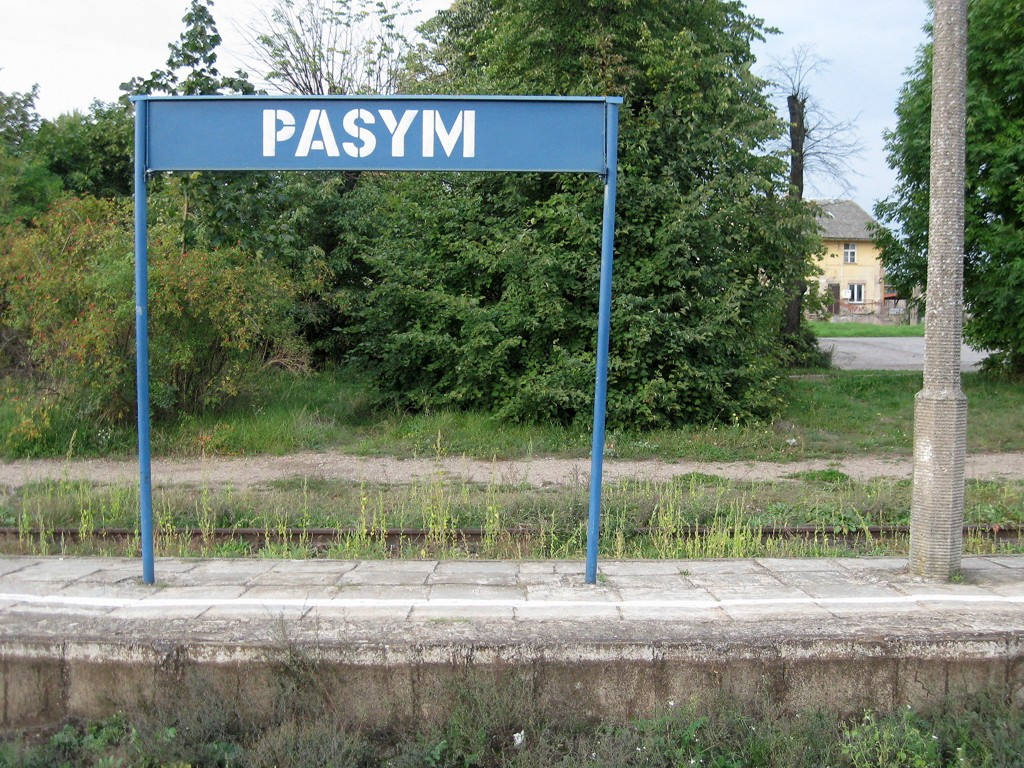
Bahnhof (Aufnahme 2008)

Im Gegensatz zu anderen Ortsgründungen in der Großen Wildnis des ehemaligen Prussengaus Galinden Anfang des 14. Jahrhunderts wurde die auf einer Landenge zwischen dem Kalben- und Lehleskersee entstandene Siedlung nicht im Weichbild einer Burg des Deutschen Ordens gegründet. Vielmehr wird die Besiedlung des Heinrichswalde genannten Dorfes um 1336 dem Bischof des vom Orden unabhängigen Ermlandes Heinrich von Luter zugeschrieben. Die Dorfkirche wurde 1336 erbaut. Erst um 1350 errichtete der Deutsche Orden nahe der Siedlung anstelle einer prussischen Anlage aus dem 6. Jahrhundert eine Burg, und 1379 übernahm er selbst die Hoheitsrechte über Heinrichswalde und unterstellte sie der Komturei Elbing. Zwischen 1350 und 1391 wurde eine Wehrkirche errichtet. Auf Grund der positiven wirtschaftlichen Entwicklung verlieh 1386 der Hochmeister des Ordens, Konrad Zöllner von Rotenstein, dem Ort nach Kulmer Recht das Stadtrecht und verlieh ihm zu Ehren des Großgebietigers und Obersten Spittler des Ordens, Siegfried Walpot von Bassenheim, den neuen Namen Bassenheim, aus dem sich später Passenheim entwickelte. Zum ersten Schultheiß wurde Tiele Scheuenpflug ernannt, der mit Unterstützung des Obersten Spittlers die Stadt zu einem wirtschaftlichen Zentrum der Region entwickelte.
Während des 1414 ausgebrochenen so genannten Hungerkrieges wurde Passenheim von polnischen Truppen eingenommen und ausgeplündert. 1441 trat die Stadt dem Preußischen Bund bei, der sich gegen die finanzielle Ausbeutung der Städte durch den Deutschen Orden zur Wehr setzte. Während des letzten militärischen Aufbegehrens des Ordens gegen Polen im so genannten Reiterkrieg wurde Passenheim 1521 von polnischen Truppen besetzt. Mit der Umwandlung des Ordensstaates in das Herzogtum Preußen im Jahre 1525 wurden auch die geistlichen Komtureien durch weltliche Kreisverwaltungen abgelöst. Passenheim wurde dem Oberländischen Kreis mit Saalfeld als Amtssitz zugeordnet und dem Hauptamt Ortelsburg unterstellt.
Ein Großbrand im Jahre 1583 zerstörte die Stadt zu großen Teilen, nur die Burg, die Kirche und neun Häuser blieben verschont.
Um 1600 brach ein heftiger Streit mit der Nachbarstadt Ortelsburg über Schank- und Brauereirechte aus. Der Ortelsburger Amtshauptmann von Eulenburg wollte diese Privilegien der Stadt Ortelsburg verleihen, doch Passenheim fürchtete um seine wirtschaftliche Stellung. Die Auseinandersetzungen dauerten mehrere Jahre und erreichten ihren Höhepunkt mit einem Waffengefecht auf offenem Felde. Erst mit dem „Fundationsprivileg“ des Kurfürsten Johann Sigismund vom 23. März 1616 beendete den Konflikt zu Gunsten von Ortelsburg. Im gleichen Jahr wurde die Ordensburg abgerissen, ihre Steine fanden beim Bau des Rathauses Verwendung.
Zur Mitte des 17. Jahrhunderts hatte Passenheim etwa 300 Einwohner. Tatarische Hilfstruppen des polnischen Heeres, das zum 2. schwedisch-polnischen Krieg aufgebrochen war, überfielen am 19. November 1656 die Stadt und zerstörten sie durch Brandschatzung. Der Preußische Historiker Christoph Hartknoch (1644–1687) wohnte mit seiner Familie in Passenheim und wurde Opfer der polnischen Hilfstruppen.
Die in den Jahren 1709 bis 1711 im Land ausgebrochene Pestepidemie forderte in Passenheim 200 Todesopfer. Für eine wirtschaftliche Belebung sorgte die Verlegung einer preußischen Garnison nach Passenheim im Jahre 1742. 1746 wurden insgesamt 14 Bürgerhäuser durch einen Brand zerstört. Bereits im Jahr 1751 hat ein weiteres Feuer in kurzer Zeit fast die halbe Stadt in Schutt und Asche gelegt. Ein Grund für die schnelle Ausbreitung des Feuers waren die mit Stroh, Rohr oder Holzschindeln gedeckten Dächer in Passenheim. Die Brandschäden an der Kirche sollten eigentlich zügig repariert werden, doch hat sich die Planung bis 1763 hingezogen und auch danach hat es noch einige Jahre gedauert, bis die Kirche 1773 wieder vollständig instand gesetzt wurde.
Die preußische Verwaltungsreform von 1752 ordnete Passenheim dem neu geschaffenen Kreis Neidenburg zu. In den Jahren des Siebenjährigen Krieges (1756–1763) war die Stadt von russischen Truppen besetzt. Während der napoleonischen Besetzung Preußens hielt sich Napoleon im Februar 1807 für einige Tage im Passenheimer Pfarrhaus auf. Die neuerliche Verwaltungsreform aus dem Jahre 1815 brachte für Passenheim abermals eine neue Kreiszuordnung mit sich. Am 1. Februar 1818 nahm der neue Kreis Ortelsburg seine Tätigkeit auf und verwaltete nun auch Passenheim. 1828 wurde das Land- und Stadtgericht Passenheim aus dem Land- und Stadtgericht Ortelsburg ausgegliedert. 1849 entstand nur eine Gerichtskommission Passenheim des Kreisgerichts Ortelsburg. 1879 erhielt Passenheim mit dem Amtsgericht Passenheim wieder ein eigenständiges Gericht.
1854 errichtete sich die Stadt ein neues Rathaus im neugotischen Stil, das künftig den Mittelpunkt des Ortes bildete. 1859 wurde mit dem Bau der Chaussee von Allenstein über Passenheim nach Ortelsburg begonnen.
Obwohl wegen der geographisch ungünstigen Lage die 1883 eröffnete Eisenbahnstrecke Allenstein–Johannisburg etwa drei Kilometer südlich an Passenheim vorbeigeführt wurde, stand das letzte Viertel des 19. Jahrhunderts auch hier im Zeichen des industriellen Aufschwungs. Hatte es 1848 wegen der sich verschlechternden sozialen Lage noch mehrere Handwerkeraufstände gegeben, so hatten sich um die Jahrhundertwende über 70 Handwerksbetriebe etabliert, es gab mehrere Sägewerke, ein Kalksandsteinwerk, eine Mühle und eine Molkereigenossenschaft. 1899 nahmen eine Acetylen-Gasanstalt, 1904 ein Schlachthof und 1911 ein Wasserwerk den Betrieb auf. Bereits 1876 hatte sich die katholische Gemeinde auf dem Gelände der ehemaligen Ordensburg eine eigene Kirche errichtet. Die Zahl der Einwohner stieg von 1.956 im Jahre 1885 auf 2.074 im Jahre 1910.
Während die Kreisstadt Ortelsburg im Ersten Weltkrieg völlig zerstört wurde, blieb Passenheim ohne Schäden. Bei der durch den Versailler Vertrag angeordneten Volksabstimmung über die Zugehörigkeit zu Ostpreußen oder Polen am 11. Juli 1920 stimmten 1459 Einwohner für den Verbleib in Ostpreußen, 40 für Polen. In den 1920er Jahren entstanden ein Elektrizitätswerk, ein neues Postamt und neue Gebäude für die evangelische und katholische Schule. Mit dem Aufkommen des Fremdenverkehrs entwickelte sich Passenheim zu einem Luftkurort und zum Zentrum für Wasser- und Wintersport. Die Einwohnerzahl stieg noch einmal an, 1939 lebten 2.409 Menschen in der Stadt.
Gegen Ende des Zweiten Weltkriegs wurde Passenheim im Januar 1945 von der Roten Armee erobert und dabei stark zerstört. Bald nach der Besetzung durch die sowjetischen Truppen wurde Passenheim zusammen mit der südlichen Hälfte Ostpreußens unter polnische Verwaltung gestellt. Anschließend begann die Zuwanderung polnischer Zivilisten. Soweit die Einwohner nicht geflohen waren, wurden sie in der darauf folgenden Zeit größtenteils vertrieben oder später zwangsweise ausgesiedelt. Die Ortsbezeichnung wurde willkürlich in Pasym abgeändert, so dass die Herkunft des Ortsnamens nach Siegfried Walpot von Bassenheim heute nicht mehr erkennbar ist. Das Stadtrecht wurde bis 1997 entzogen.

### Demographie
| Jahr | Einwohnerzahl | Anmerkungen |
| ---- | ------------- | --- |
| 1782 | nahezu 900    | ohne die Garnison (eine Schwadron Dragoner) |
| 1802 | 0876          | [ 7 ] |
| 1810 | 0755          | [ 7 ] |
| 1816 | 0858          | davon 850 Evangelische und acht Katholiken (keine Juden) |
| 1821 | 1051          | [ 7 ] |
| 1831 | 1049          | größtenteils Polen |
| 1852 | 1451          | [ 8 ] |
| 1867 | 1855          | am 3. Dezember |
| 1871 | 1909          | am 1. Dezember, davon 1536 Evangelische, 319 Katholiken und 54 Juden |
| 1885 | 1956          | |
| 1905 | 2085          | davon 649 Katholiken und 35 Juden |
| 1910 | 2074          | am 1. Dezember, davon 1357 Evangelische, 656 Katholiken und 40 Juden (1420 mit deutscher, 84 mit polnischer und 549 mit masurischer Muttersprache, 21 Einwohner benutzen die deutsche und eine andere Sprache) |
| 1933 | 2508          | [ 13 ] |
| 1939 | 2409          | [ 13 ] |
| 2011 | 2537          | [ 14 ] |
| 2019 | 2503          | |

## Kirchen

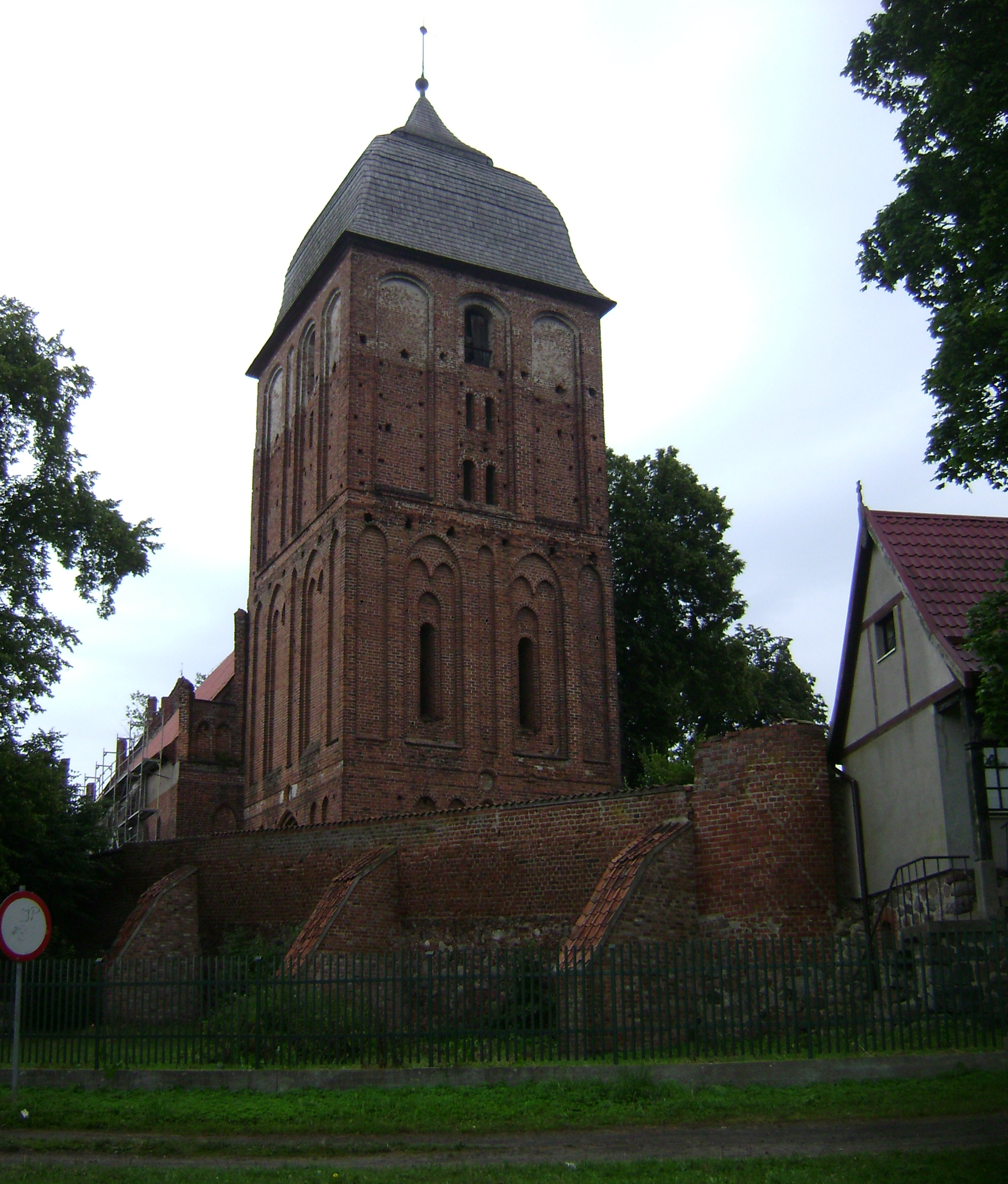
Evangelische Kirche

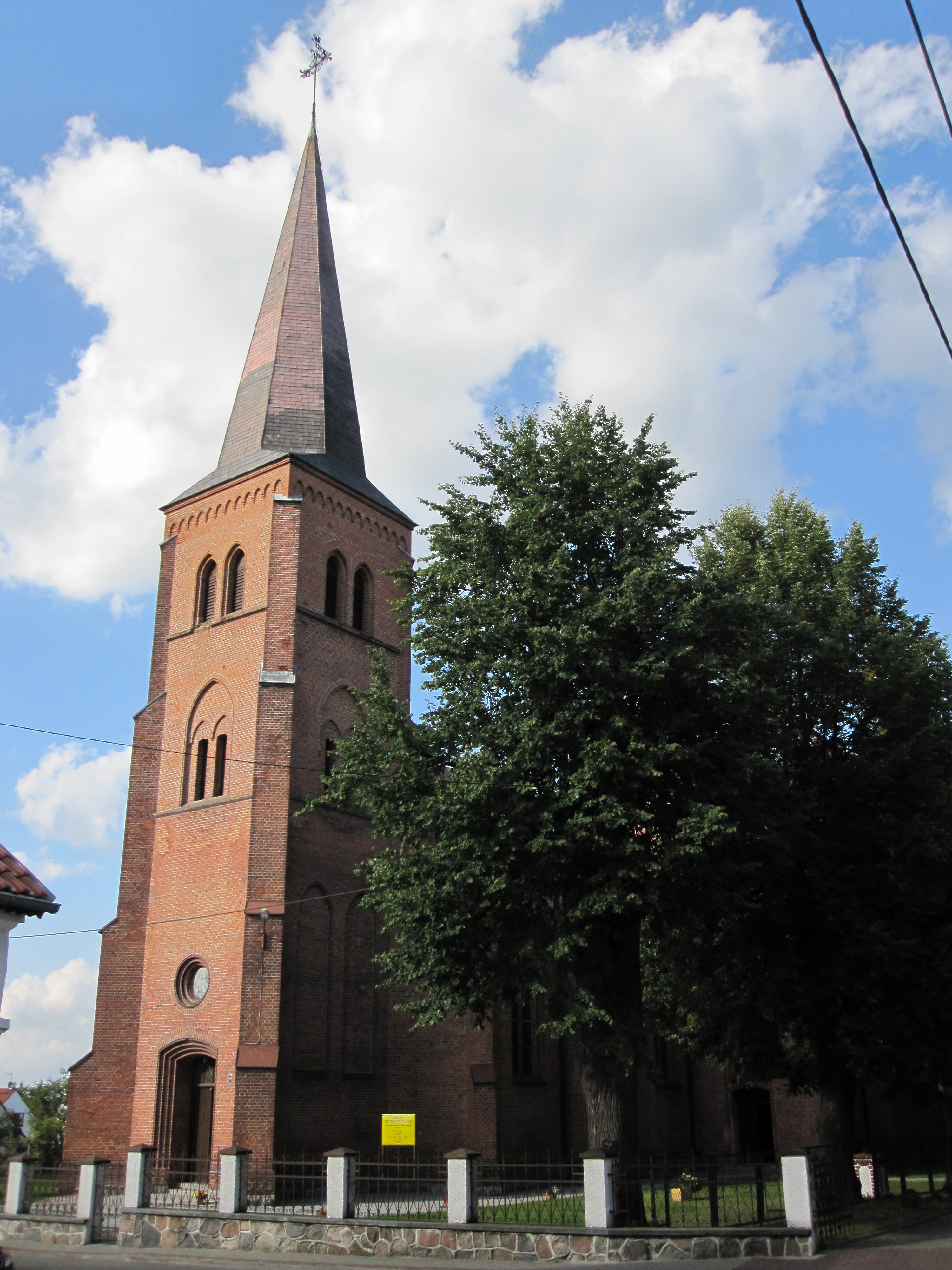
Katholische Kirche

Die Gründung der Kirche in Passenheim liegt in vorreformatorischer Zeit. Zwischen 1350 und 1391 entstand hier ein erstes Gotteshaus. Mit der Reformation übernahm die Gemeinde das lutherische Bekenntnis.

### Evangelisch
Die heutige Kirche wurde im letzten Viertel des 15. Jahrhunderts errichtet. Es handelt sich um einen chorlosen Backsteinbau auf Feldsteinfundament. Der Turm sowie die Sakristei und die Vorhalle wurden im ersten Viertel des 16. Jahrhunderts angebaut. Die Kirche verfügt über eine wertvolle Innenausstattung von Altar, Kanzel und Taufstein sowie einen originalen Orgelprospekt aus der Werkstatt von Johann Josua Mosengel. Auch ein überlebensgroßes Kruzifix aus dem 15. Jahrhundert ist erhalten. Im Jahre 2016 feierte man das 625-jährige Jubiläum der Kirche.
Bereits im frühen 16. Jahrhunderts taten in Passenheim zwei Geistliche gleichzeitig Dienst. Die Pfarrei gehörte bis 1945 zum Kirchenkreis Ortelsburg (polnisch Szczytno) in der Kirchenprovinz Ostpreußen der Kirche der Altpreußischen Union. Weil der Kirchenkreis zu den zahlen- und flächenmäßig größten in Ostpreußen gehörte, teilte man ihn zum 1. Januar 1916 in den Superintendenturbezirk Ortelsburg und in den Superintendenturbezirk Passenheim auf. Zu Passenheim gehörten die Kirchen in Groß Schöndamerau (Trelkowo), Klein Jerutten (Jerutki) mit Schwentainen (Świętajno), Kobulten (Kobulty), Mensguth (Dźwierzuty), Puppen (Spychowo), Rheinswein (Rańsk), Theerwisch (Targowo) mit Jabklonken (Jabłonka) und eben Passenheim selbst.
Nach 1945 blieb das Gotteshaus als eines der wenigen in Ostpreußen der evangelischen Gemeinde erhalten. Die Pfarrei ist nun in die Diözese Masuren der Evangelisch-Augsburgischen Kirche in Polen eingegliedert.

### Römisch-katholisch
Für die jetzige römisch-katholische Herz-Jesu-Kirche wurde am 17. September 1873 in Passenheim der Grundstein gelegt. Nach drei Jahren – am 22. Juni 1876 – weihte der ermländische Bischof Philipp Krementz das Gotteshaus. Es handelt sich um ein im neogotischen Stil errichtetes Backsteingebäude mit vorgelegtem Turm.
Im Jahre 1868 bildete sich in Passenheim neben der evangelischen auch eine römisch-katholische Gemeinde. Zuvor waren die katholischen Kirchenglieder von Groß Purden (Purda) aus betreut worden. Ein Kurator übernahm in Passenheim den Dienst, wobei die Messfeiern anfangs noch in einem zum Oratorium eingerichteten Betsaal gehalten wurden. Die dann nach dem Bau der Kirche errichtete Pfarrgemeinde gehörte zum Dekanat Masuren I im Bistum Ermland.
Heute ist Pasym nicht mehr nur Pfarrei, sondern außerdem Sitz des nach ihm benannten Dekanats. Eingegliedert sind die Pfarrgemeinden: Dźwierzuty (Mensguth), Giławy (Gillau), Grom (Grammen), Jedwabno (Jedwabno, 1938 bis 1945 Gedwangen), Nowy Dwór (Neuhof), Targowo (Theerwisch) und Pasym. Das Dekanat gehört zum Erzbistum Ermland innerhalb der Römisch-katholischen Kirche in Polen.

## Sehenswürdigkeiten
- Die evangelische Kirche aus dem 15. Jahrhundert und die aus dem 19. Jahrhundert stammende römisch-katholische Kirche

## Politik

### Wappen

Wappen

Blasonierung: „In Silber unter einem roten Zierbogen stehend die gekrönte Mutter Gottes in blauem Gewande mit dem Kind auf dem linken Arm, in der Rechten ein goldenes Zepter haltend.“
Die Darstellung des 1441 urkundlichen S. CIVITATIS BASSENHEIM entspricht ganz den anmutigen Formen dieser Zeit, während ein SIG. CIVIT. PASSENHEIM AO 1656 recht nüchtern wirkt, weil sowohl das Portal als die Krone der Himmelskönigin weggefallen sind.

### Partnerschaften
- Bassenheim, Deutschland

## Gemeinde
Zur Stadt-und-Land-Gemeinde (gmina miejsko-wiejska) Pasym mit einer Fläche von 149,4 km² gehören die Stadt selbst und 14 Dörfer mit Schulzenämtern.

## Verkehr

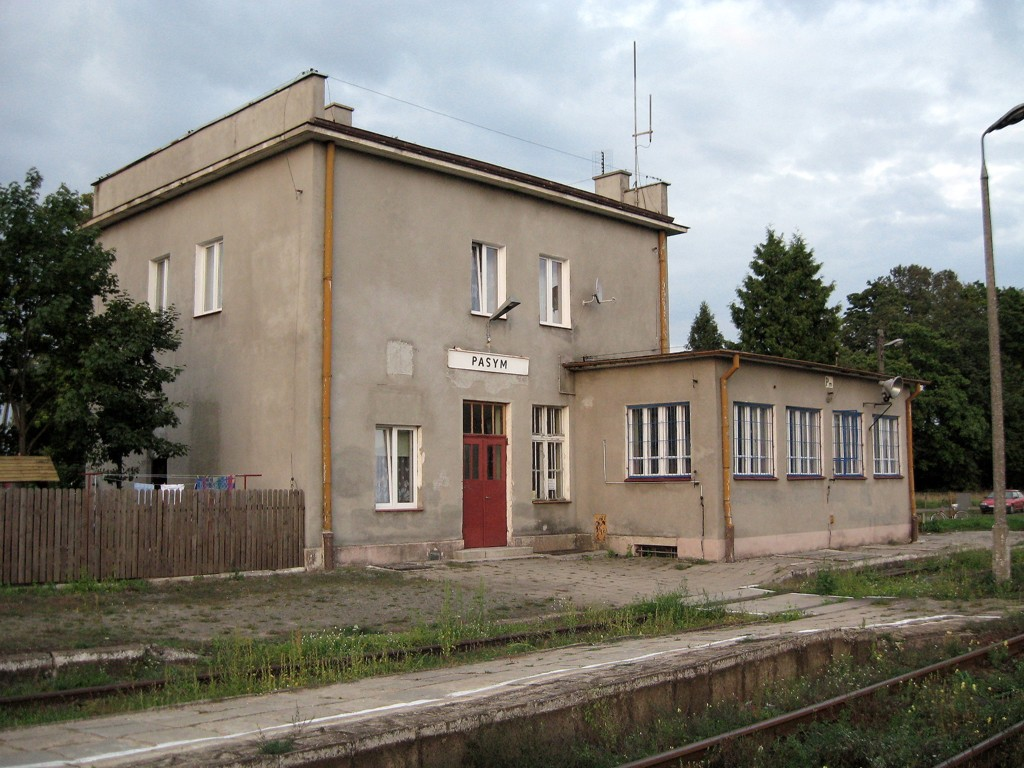
Empfangsgebäude des Bahnhofs Pasym

Pasym liegt an der verkehrsreichen Landesstraße DK53, die die Woiwodschaftshauptstadt Olsztyn (Allenstein) mit der Kreisstadt Szczytno (Ortelsburg) verbindet und weiter bis nach Myszyniec und Ostrołęka führt. Mehrere Nebenstraßen verbinden die Stadt mit dem Umland.
Der Bahnhof an der Bahnstrecke Olsztyn–Ełk (Lyck) liegt drei Kilometer südlich des Stadtzentrums. Sie wurde am 1. November 1883 eröffnet.

## Persönlichkeiten

### Söhne und Töchter der Stadt
- Johann Wilhelm Ebel (1784–1861), lutherischer Theologe und Pietist
- Johannes Schiller (1854–1927), Klavierbauer
- Arthur Schröter (1859–1915), Veterinärmediziner
- Marie Luise Gothein (1863–1931), Kunsthistorikerin
- Georg Schroeter (1869–1943), Chemiker
- Fritz Morzik (1891–1985), Pilot, Generalmajor der Luftwaffe, Ritterkreuzträger
- Ernst Burdach (1905–1976), evangelischer Pfarrer, Mitglied der Bekennenden Kirche und Friedensaktivist
- Fritz Klimmek (1905–1963), Lehrer, Studienrat und Naturforscher
- Hans Rama (1906–1967), Fotograf
- Bernhard Wosien (1908–1986), Choreograph und Professor für Ausdruckspädagogik und Tanz
- Eva Vent (* 1933),  Malerin und Grafikerin

### Mit der Stadt verbunden
- Andreas Samuel (verstorben 1549), polnischer Dominikanermönch, konvertierte zum lutherischen Glauben, war von 1547 bis 1549 Pfarrer an der evangelischen Kirche in Passenheim
- Christoph Hartknoch (1644–1687), evangelischer Theologe, preußischer Historiker und Kartograph